# Pala di Annalena
La Pala di Annalena è una tempera su tavola (180×202 cm) di Beato Angelico, databile al 1430 circa e conservata nel Museo nazionale di San Marco a Firenze.

## Storia
La pala si trovava nel convento di Annalena a Firenze, e venne spostata a San Marco dopo la soppressione ottocentesca. In ogni caso la tavola non venne sicuramente realizzata per il convento di via de' Serragli, poiché esso fu edificato solo dopo il 1453, perciò il dipinto vi venne trasferito in un secondo momento. Hood, notando la presenza dei santi Cosma e Damiano, protettori della famiglia Medici, ha ipotizzato una commissione per la Sagrestia Vecchia di San Lorenzo, databile a dopo il rientro di Cosimo il Vecchio dall'esilio (1434), o forse a prima della sua cattura. Si conserva dopotutto un documento del 1429, data dei funerali solenni di Giovanni di Bicci de' Medici, in cui Cosimo e suo fratello Lorenzo versarono ben 800 fiorini come sostegno delle spese sostenuta dal Capitolo per i festeggiamenti annuali dei santi Cosma, Damiano e Giovanni evangelista. Secondo John Pope-Hennessy invece la pala sarebbe più tarda, risalente a poco prima della partenza per Roma dell'artista (1445), sulla base di raffronti stilistici che la farebbero derivare dalle innovazioni della pala di San Marco (1438-1443).

## Descrizione
Si tratta di una Sacra conversazione, con la Madonna col Bambino assisa al centro di un trono (con la nicchia a conchiglia tipica degli artisti del primo Rinascimento), affiancata da tre santi per lato: a sinistra san Pietro Martire e i santi Cosma e Damiano, protettori dei Medici riconoscibili dalle berrette rosse; a destra si trovano san Giovanni Evangelista, san Lorenzo e san Francesco d'Assisi.
La pala è una delle prime opere degli anni trenta del Quattrocento, durante i quali il pittore abbandonò il formato arcaico del polittico per prediligere dipinti di forma rettangolare, più adatti alla nuova costruzione spaziale basata sulla prospettiva. La prospettiva unificata fa sì che i santi appaiano presenti contemporaneamente nell'ambiente dipinto, scambiandosi sguardi e gesti come in una vera "conversazione", invece di essere accostati paratatticamente.
Secondo gli studiosi che attribuiscono la pala al 1443-1445 la pala ha alcuni elementi derivati dall'esperienza nella Pala di San Marco e non viceversa, inesplicabili nel contesto di opere degli anni trenta come il trittico di Cortona o la pala di Perugia. Questi elementi riguardano la concentrazione compositiva, la presenza del gradino esteso fino ai lati, lo sfondo architettonico col drappo, il tabernacolo e le arcate coperte dal drappo, ecc.

## Predella
La pala è dotata di predella con Storie dei santi Cosma e Damiano, protettori dei Medici. Degli otto pannelli originali se ne conoscono solo sette:
- San Damiano riceve denaro
- San Cosma e San Damiano davanti al proconsole Lisia, in loco
- San Cosma e San Damiano salvati dall'annegamento, in loco
- San Cosma e San Damiano vanamente condannati al rogo, in loco
- San Cosma e San Damiano vanamente crocifissi e lapidati, in loco
- Martirio dei Santi Cosma e Damiano, in loco
- Probabile pannello con la Sepoltura dei santi Cosma e Damiano, perduto
- Guarigione del diacono, a Zurigo, Kunsthaus

Forse esisteva un pannello centrale con una Pietà, come nella pala di San Marco. Gli studiosi non sono concordi nell'attribuire l'autografia della predella all'Angelico. Secondo John Pope-Hennessy essa sarebbe stata dipinta da seguaci del frate dopo la sua partenza per Roma (1445). Altri invece le ritengono autografe e i loro modelli, più semplici, avrebbero fatto da punto di partenza per le analoghe scene nella Pala di San Marco (1438-1443).
Predella della Pala di Annalena